# Eva von Bahr (Physikerin)

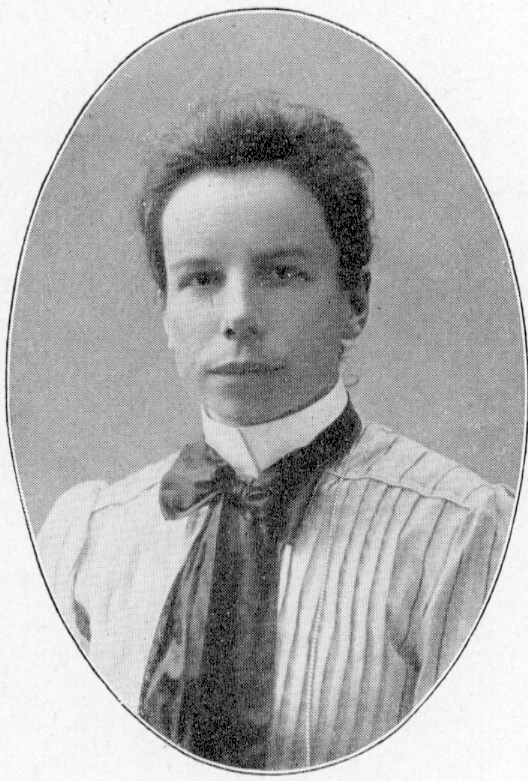
Eva von Bahr

Eva Wilhelmina Julia von Bahr-Bergius (* 16. September 1874 auf dem Mälby-Bauernhof in der heutigen Gemeinde Österåker; † 28. Februar 1962 in Uppsala) war eine schwedische Physikerin.

## Leben
Eva von Bahr kam 1874 als jüngstes Kind des Bezirksrichters (häradshövding) Carl von Bahr (1830–1900) und dessen Frau Elisabeth, geb. Boström (1838–1914), zur Welt. Ihr Bruder war der Politiker Johan von Bahr (1860–1929), der später Bürgermeister von Uppsala wurde. Ihr Onkel war Ministerpräsident Erik Gustaf Boström und ihre Tante die Philanthropin Ebba Boström.
Entgegen dem Wunsch ihrer Familie begann sie – nach dem Tod ihres Vaters finanziell unabhängig – 1901 ein Studium an der Universität Uppsala. 1908 schrieb sie ihre Doktorarbeit Ueber die Einwirkung des Druckes auf die Absorption ultraroter Strahlung durch Gase. Ab 1909 war sie die erste weibliche Dozentin der Physik in Schweden. Sie arbeitete eng mit Professor Knut Ångström zusammen. Nach dessen plötzlichem Tod im Jahr 1910 wurde von Bahr von Ångströms Nachfolger Gustaf Granqvist vom Unterricht ausgeschlossen. Nachdem sie von ihrer Professur an der Universität Uppsala schließlich endgültig ausgeschlossen wurde, bewarb sie sich für eine Position an der Humboldt-Universität zu Berlin. 1913 arbeitete sie in Berlin bei Heinrich Rubens und lernte dort auch Lise Meitner kennen, zu der sie jahrzehntelang freundschaftliche Beziehungen pflegte. Während ihrer Zeit in Berlin führte von Bahr Experimente durch, die Max Plancks Quantentheorie bestätigten, wofür Niels Bohr von Bahr 1922 in seiner Nobelpreis-Vorlesung erwähnte.
Im Januar 1914 kehrte von Bahr nach Schweden zurück, um ihre kranke Mutter zu pflegen. Ursprünglich plante sie danach eine Rückkehr nach Deutschland, aber der Ausbruch des Ersten Weltkrieges machte diese Pläne zunichte. Stattdessen unterrichtete sie an der Brunnsvik Volkshochschule in Dalarna. Dort lernte sie den Volkshochschullehrer Georg Nikolaus Josef Bergius (1871–1947) kennen, den sie am 19. Juni 1917 heiratete. Gegen Kriegsende wurde die Schule geschlossen und das Ehepaar ließ sich im dänischen Charlottenlund nieder, wo die Begegnung mit Jesuiten eine Hinwendung zum Katholizismus bewirkte. Von Bahr verfasste später auch einige Schriften über ihre Rückkehr zum Glauben. Nach Kriegsende ließ sich das Paar in Kungälv nieder. Nach dem Tod ihres Mannes im Jahr 1947 zog von Bahr nach Uppsala. Dort verfasst sie ihre Autobiografie Ur "spridda minnen från ett långt liv", die teilweise erst im Jahr 2015 veröffentlicht wurde.

## Schriften (Auswahl)
- Ueber die Einwirkung des Druckes auf die Absorption ultraroter Strahlung durch Gase. Almqvist u. Wiksell, Uppsala 1908.
- Mit Johann Georg Koenigsberger: Ueber die Farbe anorganischer Salze und die Berechnung der schwingenden Teile. Winter Verlag, Heidelberg 1911.
- On the quantum-theory and the rotation-energy of molecules. London 1914.
- Om katolicismen. Några ord till protestanter. Almqvist & Wiksell, Uppsala 1929.
- Min våg tillbaka till kristendomen. Almqvist & Wiksell, Uppsala 1933.
- Efterskrift till Min väg tillbaka till kristendomen. Almqvist & Wiksell, Uppsala 1934.
- Ur "spridda minnen från ett långt liv". Acta Universitatis Upsaliensis, Skrifter rörande Uppsala universitet. B. Inbjudningar, 177, 2015, Seiten 7–73.